# .ki
A .ki Kiribati internetes legfelső szintű tartomány kódja, melyet 1995-ben hoztak létre. Az 1990-es évek elejétől a 2000-es évek elejéig egy ausztrál cég, a Connect.co.au felügyelte. 2002-ben átvette ezt a feladatot a Kiribati Telefontársaság.

## Második szintű tartománykódok
- com.ki
- biz.ki
- net.ki
- info.ki
- org.ki
- gov.ki
- edu.ki
- mob.ki
- tel.ki